# 電算システム
株式会社電算システム（でんさんシステム、Densan System Co., Ltd. 略称 DSK）は、岐阜県岐阜市に本社を置くシステムインテグレーター。
同社の親会社で持株会社の株式会社電算システムホールディングスについても記述する。

## 概要
コンビニエンスストア等での料金収納代行事業を主業務とする独立系SIerである。

## 沿革
- 1967年（昭和42年）3月 - 株式会社岐阜電子計算センターを設立。
- 1977年（昭和52年）1月 - 現社名に変更。
- 1997年（平成9年）1月 - コンビニ収納代行サービスを開始。
- 2003年（平成15年）1月 - 2本社制へ移行。
- 2008年（平成20年）10月30日 - 東京証券取引所、名古屋証券取引所各2部上場。
- 2010年（平成22年）
  - 1月 - 株式会社ソフトテックスを子会社化。
  - 8月 - 株式会社ニーズエージェンシー子会社化。
- 2012年（平成24年）9月10日 - 東京証券取引所、名古屋証券取引所各1部指定替え。
- 2014年（平成26年）9月1日 - ガーデンネットワーク株式会社の全株式をキヤノンITソリューションズ株式会社から譲受[4]。
- 2016年（平成28年）10月3日 - 位置情報サービスを提供する株式会社ゴーガを株式取得・子会社化[5]。
- 2021年（令和3年）
  - 6月29日 - 東京証券取引所、名古屋証券取引所各1部上場廃止。
  - 7月1日 - 単独株式移転により持株会社制へ移行。同日設立の株式会社電算システムホールディングスが株式会社電算システムに代わって東京証券取引所、名古屋証券取引所各1部へ上場[6]。
  - 7月14日  - 東京証券取引所による新市場区分における上場維持基準への適合状況に関する一次判定の結果、電算システムホールディングス株式がプライム市場へ適合したことを発表[7]。

## その他
- 2本社（岐阜・東京）制を採っている。

## 関連会社
連結子会社
- 株式会社システムアイシー
- 株式会社ソフトテックス
- 株式会社ニーズエージェンシー
- ガーデンネットワーク株式会社

持分法適用関連会社
- 株式会社システムエンジニアリング